# Бора Джорджевич
Борисав „Бора“ Джорджевич (на сърбохърватски: Борисав „Бора“ Ђорђевић, Borisav „Bora“ Đorđević), известен и като Бора Чорба, е сръбски рокер, основател и неизменен лидер на сръбската рок група „Рибля чорба“.

## Биография
Роден е в град Чачак, СР Сърбия, СФР Югославия в семейството на военнослужещия Драголюб Джорджевич и учителката Неранджа Цвийович на 1 ноември 1952 г.
В детските си години се занимава с пеене и рисуване, иска да учи в художествено училище в Загреб, но родителите му не му разрешават. На 13-годишна възраст със свои училищни приятели създава първата си група „Хермелини“, която със самоделни инструменти свири чужди хитове, звучащи по радиото. Бора е буен младеж и за провинения е изключен от гимназията в Чачак. Заедно с родителите си се премества в Белград, където се записва в Пета белградска гимназия. След завършване на гимназията получава ролята на апостол в постановката „Исус Христос – Суперзвезда“ на белградския театър „Ателие 212“. Бора кандидатства във Факултета по актьорско майсторство, но не е приет и се записва в Юридическия факултет, който напуска във втори курс.
В началото на 1970-те години Бора Джорджевич създава групата „Заједно“, първият сингъл на която му носи популярност, но в края на 1974 г. напуска групата. През януари 1975 г. създава фолк-рок групата „Сунцокрет“, която също напуска по повод разногласията с написаната от него песен „Кукла от корицата“, която останалите членове намират за неподходяща за стила на групата. Напуснал „Сунцокрет“, Джорджевич след около месец става член на групата „Рани мраз“ на Джордже Балашевич, където обаче също не намира удовлетворение за своите амбиции и творчески замисли. След напускането на „Рани мраз“, започва сътрудничество със своите приятели от групата „СОС“ на Мирослав Алексич, Радислав Коич и Мирослав Милатович, с които прави няколко записи, които не виждат бял свят и се смятат за загубени.
На 15 септември 1978 г. в белградския ресторант „Шуматовац“ Бора Джорджевич, Мирослав Алексич, Радислав Коич и Мирослав Милатовичем създават нова група, която получава името „Рибля чорба“. Първата песен на групата е „Кукла от корицата“, която става емблематична песен в творчеството на Джорджевич и „Рибля чорба“. Първият концерт е в Елемир, Войводина на 8 септември 1978 г., след което следват концерти в Суботица и Сараево. На 22 декември 1978 г. групата издава първия си сингъл с песните „Кукла от корицата“ и „Той и неговото БеЕмВе“.
След излизането на сингъла в групата се включва като китарист Момчило Баягич – Баяга. На 19 март 1979 г., след няколко концерта, на които са представени песните от дебютния им албум, излиза вторият им сингъл с песните „Рокенрол за Домсъвета“ и „Валентино от ресторанта“. На 1 септември 1979 г. представят песните от дебютния албум „Кост в гърлото“ на стадион „Ташмайдан“ в Белград. Публиката знае и пее всички песни, въпреки че албумът излиза 10 дни след концерта. В него са включени песните „Остани боклук до края“, „Още един крастав ден“, „Звездата от тавана и сутерена“, „Егоист“ и др.
През 1979 г. Бора Джорджевич е призован на служба в Югославската народна армия (ЮНА) и служи в пехотата в Босна. Докато служи във войската, продължава да пише песни за групата.
Творчеството на Бора Джорджевич бързо привлича голям брой почитатели благодарение на злободневните текстове на песните, а също и на личната му харизма на пияница бунтар. По тази причина в хода на творческата му кариера Бора нееднократно се сблъсква с партийни ограничения и забрани на концертите по повод песните „На Запад нищо ново“ и „Бесни кучета“. Постепенно „Рибля чорба“ се превръща в най-успешната рок-група на Югославия.
След началото на гражданската война в бивша Югославия Бора Джорджевич открито поддържа действията на сръбските войски в Република Сръбска и Република Сръбска Краина, за което е обвиняван в национализъм и четничество. Едновременно с това той е и отявлен противник на режима на Слободан Милошевич, който го преследва след излизане на политически ангажирания му албум „Њихови дани“ – единственият, който Бора издава самостоятелно, за да не въвлича останалите членове на групата. Песента от този албум „Баба Юла“ става своеобразен химн на народното недоволство против режима на Милошевич.
След падането на режима на Милошевич Бора Джорджевич става член на Главния съвет на Демократическата партия на Сърбия и повече от година работи като съветник на министъра на културата, но е принуден да подаде оставка след конфликт с журналисти от телевизионния канал „В92“..
На 27 септември 2012 г. е провъзгласен за четнически войвода.
Бора Джордевич се жени 2 пъти. От брака с първата си съпруга Драгана има син Борис, като осиновява и Тамара – дъщеря на Драгана от първия ѝ брак. През февруари 2007 г. Бора и Драгана се развеждат, а Драгана се самоубива месец по-късно – на 23 март 2007 г.. През ноември 2009 г. Бора Джорджевич се жени за Александра Бръкович, която е по-млада от него с 28 години
Освен множество песни за „Рибля чорба“, Бора пише песни и за редица други югославски изпълнители, вкл. за Здравко Чолич, Желко Бебек и др. Бора Джорджевич сътрудничи като колумнист в няколко печатни издания в Сърбия и Германия, а също така е автор на 8 книги с поезия, проза и рисунки. Автор е на повече от 300 песни и стихотворения. Член е на Съюза на журналистите и на Съюза на писателите на Сърбия.
През 2014 г. Бора е член на журито на музикалното предаване „Пинкове Звезде“ заедно със Светлана Ражнатович, Мирослав Илич, Марина Туцакович и Харис Джинович.

## Литературно творчество
- 1985. Ravnodušan prema plaču (Равнодушен към плача)
- 1987. Hej, Sloveni (Хей, славяни)
- 1988. Prvih deset godina je najteže (Първите десет години е най-тежко)
- 1989. Neću (Не искам)
- 1997. Psihopata i lopata (Психопат и лопата)
- 2001. Srbi bez muke (Сърби без мъка)
- 2003. Brebusi
- 2011. Šta je pesnik hteo da kaže (Какво е искал да каже авторът на песните)

## Дискография: соло албуми
- 1987. Арсен & Бора Чорба Unplugged '87
- 1988. Бора прича глупости (Бора говори глупости)
- 1996. Њихови дани (Техните дни)